# Bois-sec

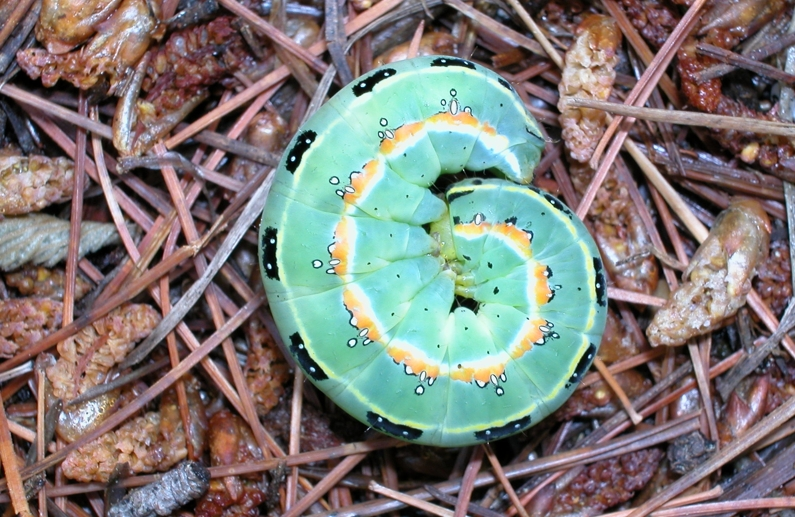
Xylena exsoleta
Espèce
Le Bois-sec ou Antique (Xylena exsoleta) est une espèce d'insectes lépidoptères de la famille des Noctuidae.

## Répartition
- Europe.

## Plantes-hôtes
La larve se trouve sur Alisma plantago-aquatica, Allium cepa, Iris pseudacorus, Salix spp., Rumex longifolius, Spinacia oleracea, Caltha palustris, Papaver spp., Sempervivum spp., Hesperis matronalis, Rubus idaeus, Lathyrus pratensis, Chamerion angustifolium, Leucanthemum vulgare, Anthriscus sylvestris, Phlox sp., Vaccinium myrtillus, Galium verum, Taraxacum spp.